# Leopold Hermann von Boyen
Leopold Hermann von Boyen (6 tháng 6 năm 1811 tại Königsberg – 18 tháng 12 năm 1886 tại Jena) là một Thượng tướng Bộ binh của Phổ, sau này là Thống đốc của pháo đài Mainz và thành phố Berlin. Ông đã tham gia chỉ huy quân đội trong cuộc Chiến tranh Áo-Phổ (1866) và Chiến tranh Pháp-Đức (1870 – 1871), và được tặng thưởng Huân chương Đại bàng Đen cao quý của Phổ.

## Cuộc đời

### Thân thế
Leopold Hermann là con trai duy nhất của Thống chế Hermann von Boyen (1771 – 1848), người đã hai lần giữ chức vụ Bộ trưởng Chiến tranh Phổ, và người vợ của ông là Ehefrau Amalie Berent (1780 – 1845).

### Sự nghiệp quân sự
Boyen đã sớm định hướng đến một sự nghiệp quân sự và được phong cấp Thiếu úy trong Trung đoàn Bộ binh Cận vệ số 2 vào năm 1829. Vào năm 1834, ông được bổ làm sĩ quan phụ tá của Bộ Chỉ huy Quân đoàn V và vào năm 1842 ông được tiến cử vào Bộ Tổng tham mưu. Từ năm 1848, ông là người hầu cận của Hoàng tử Wilhelm (sau này là Đức hoàng Wilhelm I. Sau chiến dịch tại Baden năm 1849, ông trở thành một phụ tá của Wilhelm. Giờ đây, ông lên quân hàm Thiếu tướng và Tướng dưới quyền chỉ đạo trực tiếp của nhà vua.
Vào năm 1865, ông lên cấp Trung tướng, và trong cuộc Chiến tranh Áo-Phổ năm 1866 ông đã phục vụ tại Đại bản doanh của nhà vua nước Phổ. Tiếp theo đó, trong cuộc Chiến tranh Pháp-Đức (1870 – 1871), ông đã tham gia trong các trận đánh lớn ở Gravelotte và Sedan, cùng với các trận đánh ở La Malmaison và núi Valérien trong cuộc vây hãm Paris của quân đội Đức. Do những thành tích đặc biệt của ông trong cuộc chiến tranh, về sau ông đã được phong làm Tướng phụ tá.
Trong cuộc chiến, Boyen được biết đến vì ông đã thừa lệnh Quốc vương Wilhelm I thay mặt Bismarck hộ tống Hoàng đế Pháp Napoléon III đến lâu đài Wilhelmshöhe, nơi Napoléon bị giam lỏng sau khi ông ta cùng với toàn bộ đội quân của mình đầu hàng vào ngày 2 tháng 9 năm 1870 trong trận Sedan. Vào ngày 23 tháng 3 năm 1871, ông được bổ nhiệm Thống đốc pháo đài Mainz và giữ cương vị này cho đến tháng 11 năm 1875. Khi vị Thống đốc mãn nhiệm, Hội đồng thành phố Mainz để phong tặng ông danh hiệu Công dân danh dự của thành phố. Về sau, ông được ủy nhiệm làm Thống đốc thành phố Berlin và tại nhiệm cho đến năm 1879. Vào năm 1877, ông được tặng thưởng Huân chương Đại bàng Đen cao quý nhất của Phổ.

### Gia đình

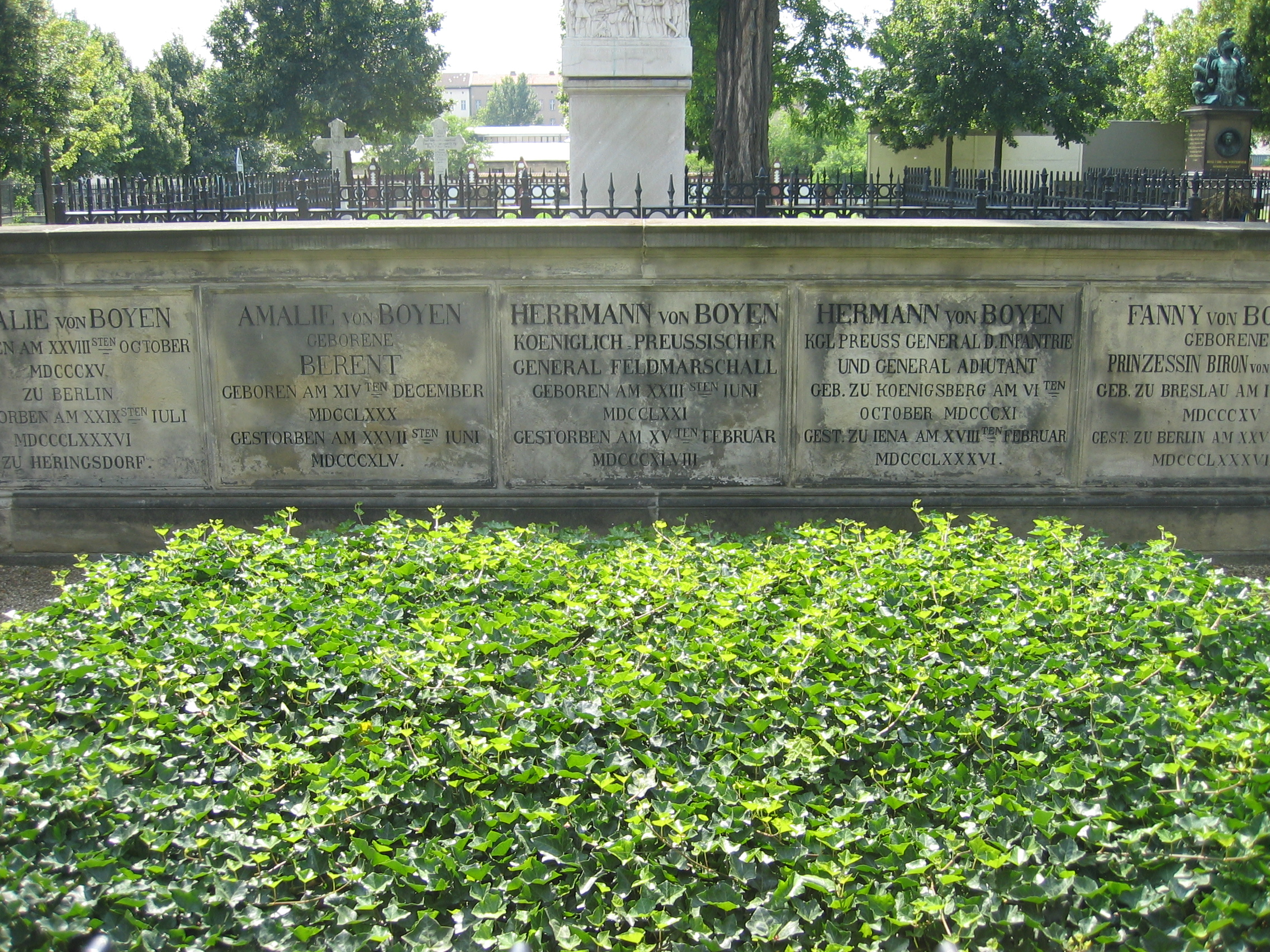
Phần mộ của gia đình von Boyen

Vào ngày 25 tháng 6 năm 1850, Boyen kết hôn với Công nương Franziska Biron von Curland, con gái của tướng Gustav Kalixt von Biron. Cuộc hôn nhân đã sản sinh ra một người con, Luise (26 tháng 5 năm 1852 – 3 tháng 7 năm 1911). Vua Wilhelm I của Phổ là người đỡ đầu của đứa trẻ. Sau khi từ trần, cặp đôi Franziska và Hermann von Boyen đã được mai táng tại nghĩa trang Invalidenfriedhof ở Berlin. Sau khi con gái của ông là Luise von Tümpling qua đời, dòng dõi của Boyen đã tuyệt tự.